# 金鸡山兵营遗址
金鸡山兵营遗址，位于中国广东省清远市连山县上帅镇金鸡顶，为清远市连山县的一个县级文物保护单位，类型为古遗址，公布时间为1990年。
金鸡山兵营遗址的历史年代为明、清。